# Zygmunt Kratko
Zygmunt Kratko pseud. Hersz, Jabłoński, Wiktor, Zelman (ur. 19 maja 1906 w Izbicy, zm. 10 marca 1982 w Izraelu) – działacz komunistyczny, sekretarz Komitetu Okręgowego (KO) KPZB w Lidzie, zastępca kierownika Wydziału Zawodowego KC PPR (1947-1948) i Wydziału Socjalno-Zawodowego KC PZPR (1949).

## Życiorys
Z pochodzenia Żyd, syn Azriela i Bajli, brat Józefa, działacza komunistycznego i oficera Ministerstwa Bezpieczeństwa Publicznego. Gdy był dzieckiem, rodzice przeprowadzili się z nim do Zamościa, a potem do Chełma, gdzie w 1926 skończył państwowe gimnazjum; podczas nauki należał do żydowskiej organizacji harcerskiej Ha-Szomer Ha-Cair, a później do komunizującego kółka samokształceniowego, w którym powstało koło Związku Młodzieży Komunistycznej (ZMK; od 1930: KZMP). Członek Komitetu Miejskiego (KM) ZMK w Chełmie. Od jesieni 1926 studiował historię na wydziale filozoficznym Uniwersytetu Stefana Batorego w Wilnie, gdzie nadal działał w ZMK, prowadził odczyty MOPR i był sekretarzem Komitetu Wyborczego „bloku socjalistycznego”, biorąc udział w akcji wyborczej do Rady Miejskiej w Wilnie. Od jesieni 1927 działacz KPZB, skierowany przez tę partię do pracy w Związku Zawodowym Robotników Przemysłu Chemicznego i Pokrewnych w RP. Był sekretarzem miejscowego oddziału tego Związku. Współpracował z Wydziałem Zawodowym KM i KO KPZB i pracował krótko w Biurze Żydowskim KO KPZB. Od 1928 członek, a od grudnia 1928 sekretarz KM KPZB w Wilnie i członek KO KPZB w Wilnie. W grudniu 1929 został aresztowany, relegowany z 3. roku studiów na USB i skazany na 6 miesięcy więzienia za działalność komunistyczną. Po zwolnieniu wiosną 1930 był sekretarzem Związku Zawodowego Robotników Przemysłu Spożywczego Ziemi Wileńskiej, później prowadził działalność komunistyczną w Lidzie, gdzie zorganizował KO KPZB i został jego sekretarzem. W sierpniu 1930 ponownie aresztowany i V 1931 skazany na 8 lat więzienia. Więziony w Wilnie na Łukiszkach, w Rawiczu, Wronkach i Koronowie. Podczas pobytu w więzieniu został zawieszony w prawach członka KPZB do wyjaśnienia sprawy jego zachowania się w śledztwie, w 1934 przywrócono mu prawa członka KPZB. 21 V 1936 został przedterminowo zwolniony z więzienia i zamieszkał u żony Temy (również działaczki KPZB) w Otwocku. Z poręczenia Komitetu Warszawskiego KPP I 1937 został II sekretarzem oddziału Związku Zawodowego Pracowników Handlowych w Warszawie.
Po ataku Niemiec na Polskę udał się na wschód, gdzie jesienią 1939 brał aktywny udział w organizowaniu sowieckich władz komunalnych w Chełmie i Kowlu, a XI 1939 udał się do Lwowa, gdzie do VI 1941 studiował historię. Po 22 VI 1941 ewakuowany do Dnieprodzierżyńska na Północnym Kaukazie, gdzie do II 1942 był księgowym w kołchozach. III 1942 - I 1943 służył w batalionie budowlanym Armii Czerwonej; nie został zmobilizowany mimo skierowania do służby liniowej. Od stycznia 1944 służył w 3 Dywizji Piechoty WP w stopniu porucznika, potem kapitana, w Wydziale Polityczno-Wychowawczym, gdzie był kronikarzem i wykładowcą. Od lipca 1944 członek organizacji partyjnej w wojsku i członek grupy operacyjnej kierowanej przez Edwarda Ochaba i Romana Zambrowskiego. VIII-XII 1944 kierownik Wydziału Ogólnego Resortu Informacji i Propagandy PKWN, I 1945 - XII 1946 dyrektor gabinetu Ministerstwa Informacji i Propagandy.
Od 1 VI 1945 z poręczenia Sekretariatu KC PPR pełnomocnik MBP do Sztabu wojsk walczących z podziemiem niepodległościowym na Lubelszczyźnie. Od II 1947 do XII 1948 zastępca kierownika Wydziału Zawodowego KC PPR, od XII 1948 do 10 VII 1949 kierownik Wydziału Socjalno-Zawodowego KC PZPR, potem kierownik Wydziału Socjalnego KC PZPR. W grudniu 1945 był delegatem na I Zjazd PPR, a w grudniu 1948 na I Zjazd PZPR. Od 1949 sekretarz Centralnej Rady Związków Zawodowych (CRZZ). Kierowany do wielu akcji politycznych i gospodarczych, m.in. skupu zboża na terenie województw: białostockiego, opolskiego i bydgoskiego. IV 1951 otrzymał naganę od Sekretariatu Biura Politycznego KC PZPR za „tolerowanie niewłaściwych metod” podczas akcji skupu zboża w województwie białostockim; 5 I 1954 decyzją Centralnej Komisji Kontroli Partyjnej (CKKP) kara ta została zatarta. Od stycznia 1954 dyrektor generalny w Ministerstwie Przemysłu Mięsnego i Mleczarskiego. W marcu 1954 był delegatem na III Zjazd PZPR. Od lipca 1957 zastępca redaktora naczelnego „Głosu Pracy”, od grudnia 1959 kierownik Biura Historycznego CRZZ. Współzałożyciel i członek Kolegium Redakcyjnego „Biuletynu Biura Historycznego CRZZ”, a od 1967 „Kwartalnika Historii Ruchu Zawodowego”. Od 1 IV 1969 na rencie dla zasłużonych. Wkrótce wyemigrował do Izraela, gdzie zmarł. 
Był odznaczony m.in. Krzyżem Srebrnym Orderu Virtuti Militari i Krzyżem Oficerskim Orderu Odrodzenia Polski.